# Njeguši, Cetinje
Njeguši este un sat din comuna Cetinje, Muntenegru. Conform datelor de la recensământul din 2003, localitatea are 17 locuitori (la recensământul din 1991 erau 23 de locuitori).

## Demografie
În satul Njeguši locuiesc 14 persoane adulte, iar vârsta medie a populației este de 37,2 de ani (28,0 la bărbați și 52,5 la femei). În localitate sunt 6 gospodării, iar numărul mediu de membri în gospodărie este de 2,83.
|  |

| Demografie | Demografie | Demografie |
| An         | Locuitori  | Locuitori  |
| ---------- | ---------- | ---------- |
|            |            |            |
|            |            |            |
|            |            |            |
|            |            |            |
| 1948       | 61         |            |
| 1953       | 60         |            |
| 1961       | 77         |            |
| 1971       | 49         |            |
| 1981       | 35         |            |
| 1991       | 23         | 23         |
| 2003       | 17         | 17         |

| \| Componența etnică conform recensământului din 2003[2] \| Componența etnică conform recensământului din 2003[2] \| Componența etnică conform recensământului din 2003[2] \| Componența etnică conform recensământului din 2003[2] \| Componența etnică conform recensământului din 2003[2] \| \| ----------------------------------------------------- \| ----------------------------------------------------- \| ----------------------------------------------------- \| ----------------------------------------------------- \| ----------------------------------------------------- \| \| \| \| \| \| \| \| Muntenegreni \| Muntenegreni \| \| 15 \| 88,23% \| \| Sârbi \| Sârbi \| \| 1 \| 5,88% \| \| necunoscută \| necunoscută \| \| 1 \| 5,88% \| |              |  |    |        |
| Componența etnică conform recensământului din 2003 |              |  |    |        |
| |              |  |    |        |
| Muntenegreni | Muntenegreni |  | 15 | 88,23% |
| Sârbi | Sârbi        |  | 1  | 5,88%  |
| necunoscută | necunoscută  |  | 1  | 5,88%  |

## Personalități născute aici
- Vasilije Petrović (1709 - 1766), episcop, mitropolit;
- Petar I Petrović-Njegoš (1749 - 1830), mitropolit.